# Christine Ferneck
Christine Ferneck (* 29. April 1968 in München) ist eine ehemalige deutsche Hockeyspielerin und Olympiateilnehmerin.

## Leben
Die Stürmerin debütierte 1988 in der deutschen Hockeynationalmannschaft. Bei den Olympischen Spielen 1988 in Seoul belegte das Team den fünften Platz, wobei Christine Ferneck in allen fünf Spielen dabei war. Nachdem das Team 1990 bei der Weltmeisterschaft 1990 den achten Platz belegt hatte, erreichte die Mannschaft den zweiten Platz bei der Europameisterschaft 1991. Bei den Olympischen Spielen 1992 in Barcelona war Ferneck nur in zwei Spielen dabei, unter anderem bei der Finalniederlage gegen die spanischen Gastgeberinnen. Insgesamt wirkte Christine Ferneck von 1988 bis 1992 in 59 Länderspielen mit.
Für ihre Leistungen bei der Olympiade 1992 erhielt sie am 23. Juni 1993 das Silberne Lorbeerblatt.
Christine Ferneck begann beim Münchner SC und wechselte dann zum Berliner HC, mit dem sie 1992 Deutscher Hallenmeister wurde.